# Krajowa Agencja Wydawnicza
Krajowa Agencja Wydawnicza (KAW) – polskie wydawnictwo w Warszawie działające w latach 1974–2004, do 1991 część koncernu Robotnicza Spółdzielnia Wydawnicza „Prasa-Książka-Ruch”. Założona przez Jacka Rodka.
W 1991 roku, w wyniku przekształceń koncernu wydawniczego RSW Prasa-Książka-Ruch, Krajowa Agencja Wydawnicza przekształcona została w przedsiębiorstwo państwowe Krajowa Agencja Wydawnicza Przedsiębiorstwo Państwowe. W 1995 rozpoczął się proces prywatyzacji KAW-u.
Od 1996 do 2001 wydawnictwo posiadało kamienicę przy ul. Smolnej 12 w Warszawie, która generowała większość dochodów firmy pochodzących z wynajmu pomieszczeń. Od 2002 znajdowało się w stanie likwidacji celem zaspokojenia wierzycieli. W 2003 wydana została przez KAW ostatnia książka – Zgrzyt otwierającej się Bramy Józefa Natansona.
Archiwum fotograficzne Krajowej Agencji Wydawniczej (około 181 000 jednostek archiwalnych) zostało przekazane do Narodowego Archiwum Cyfrowego.
KAW wydała m.in. serie: Dzieje Narodu i Państwa Polskiego, Szczęśliwa Siódemka, Ekspres Reporterów, Relax - Magazyn Opowieści Rysunkowych.